# هارلان بریگس
هارلان بریگس (انگلیسی: Harlan Briggs; ۱۷ اوت ۱۸۷۹ – ۲۶ ژانویهٔ ۱۹۵۲) بازیگر اهل ایالات متحده آمریکا بود.